# اسلوپ

طرح شماتیکی از یک اسلوب با بادبان‌های جلویی و اصلی

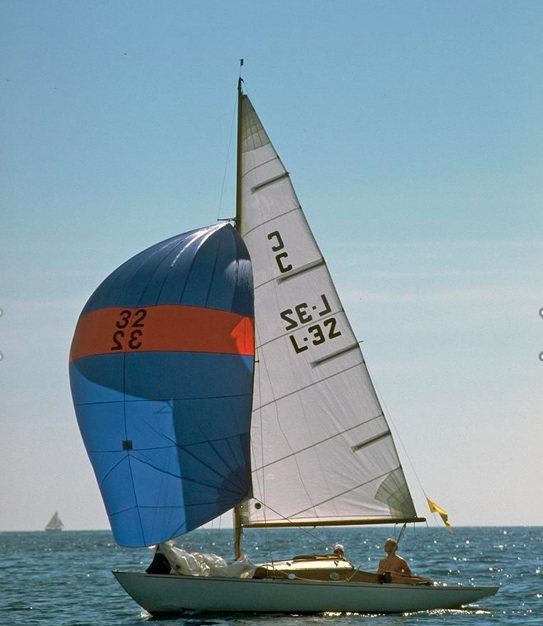
یک اسلوپ فنلاندی با بادبان جلویی برافراشته

اسلوپ (به انگلیسی: Sloop) به گونه‌ای از قایق بادبانی گفته می‌شود که دارای یک دکل و دو بادبان باشد که بادبان اصلی و بادبان جلویی نام دارند. اسلوپ‌ها از ساده‌ترین انواع قایق محسوب می‌شوند.
در تعریف مدرن از اسلوپ‌ها که از جنگ جهانی دوم متداول شد اسلوپ به گونه‌ای از کشتی گفته می‌شود که حد وسط ناوچه سبک و ناوچه باشد. این شناورها اغلب برای اسکورت سایر کشتی‌ها یا انهدام زیردریایی‌ دشمن مورد استفاده قرار می‌گرفتند. همچنین فرانسوی‌ها در استفاده غیرنظامی از اسلوپ‌ها بعد از جنگ جهانی دوم، پیشتاز بودند. اسلوپ‌های غیرنظامی در ورزش‌های آبی مورد استفاده قرار می‌گیرد به طوریکه موفق شدند در چند دوره از مسابقات کاپ آمریکا به قهرمانی برسند.